# Josef Bick
Josef Bick (* 22. Mai 1880 auf Burg Wildeck bei Abstatt; † 5. April 1952 in Wien) war ein deutscher Philologe, Generaldirektor der Österreichischen Nationalbibliothek und Häftling im KZ Dachau.

## Leben
Josef Bick wurde 1880 als Sohn eines Försters auf Burg Wildeck in der Nähe von Heilbronn geboren. Bick studierte klassische Philologie an der deutschen Karls-Universität Prag. Dort wurde er 1900 Mitglied der katholischen Studentenverbindung KDStV Ferdinandea Prag (heute in Heidelberg) im CV. Während seines Studienaufenthalts in Gießen wurde er Mitglied der VKDSt Hasso-Rhenania Gießen und nach der Rückkehr nach Prag war er dort 1905 auch an der Gründung der KDStV Vandalia Prag (heute in München) beteiligt.  Später wurde er ehrenhalber noch Mitglied weiterer CV-Verbindungen (KÖHV Nordgau Wien, KÖStV Austria Wien, AV Austria Innsbruck und KaV Saxo-Bavaria (Prag) Wien). Sein Studium schloss er mit Promotion zum Dr. phil. ab. 1907 erwarb er die österreichische Staatsbürgerschaft. Er zog nach Wien und arbeitete an der Wiener Hofbibliothek. Er habilitierte sich an der Universität Wien und wurde dort 1914 außerordentlicher Professor für klassische Philologie.
1918 wurde er zum Stellvertreter des damaligen Direktors der Hofbibliothek, Josef Donabaum, ernannt. Am 3. Dezember 1921 wurde Josef Bick in die Loge „Fortschritt“ der Großloge von Wien aufgenommen. Im Jahre 1923 wurde er Leiter der umfirmierten, neuen Nationalbibliothek (früher: Wiener Hofbibliothek). Bick überführte die ehemalige Hofbibliothek in eine wissenschaftliche Gebrauchsbibliothek um. Zudem ordnete er sie in den internationalen Leihverkehr ein und reorganisierte als Generalinspektor das gesamte österreichische Bibliothekswesen. 1934 wurde er zudem verantwortlicher Direktor der staatlichen Sammlung Albertina in Wien.
1931 wurde an Bick das Große Ehrenzeichen für Verdienste um die Republik Österreich verliehen, außerdem wurde er zum Mitglied der Österreichischen Akademie der Wissenschaften in Wien ernannt. Auch zahlreiche deutsche Ehrungen wurden ihm zuteil.
In der Zeit der österreichischen Ständestaatsdiktatur gehörte er dem Bundeskulturrat an, in dem er Vorsitzender des Präsidiums war und von dem er in den Bundestag entsandt wurde.
Wenige Tage nach der Besetzung Österreichs am 16. März 1938 durch Hitler-Deutschland wurde Josef Bick von der Gestapo vom Schreibtisch weg inhaftiert. Zunächst wurde er ins Gestapo-Gefängnis in Wien gesteckt, kurze Zeit später verbrachte man ihn zunächst in das KZ Dachau und dann ins KZ Sachsenhausen. Josef Bick wurde wochenlang ohne Angabe von Gründen und ohne Verhör in Einzelhaft eingekerkert. Nachdem es zu einem Verhör gekommen war, wurde ihm vorgeworfen, Handschriften aus der Nationalbibliothek in Wien Papst Pius XII. geschenkt zu haben. Am 28. August wurde er überraschend wieder auf freien Fuß gesetzt. Bick wurde ohne Pension aus dem Staatsdienst entlassen, der Nazi-Getreue Paul Heigl nahm seinen Posten ein. Bick musste seinen Wohnort Wien verlassen und sich in Piesting in Niederösterreich einen Wohnsitz suchen. Diesen neuen Wohnsitz durfte er ohne Erlaubnis der Gestapo nicht verlassen, ebenso wenig war ihm gestattet, Besuche zu machen oder zu empfangen.
Nach Beendigung des Zweiten Weltkrieges wurde Josef Bick am 30. Juni 1945 wieder in seine frühere Stellung als Generaldirektor der Nationalbibliothek eingesetzt. Eine seiner ersten Handlungen war die Einreichung beim Ministerium zur Umbenennung des Hauses in „Österreichische Nationalbibliothek“, welcher im November 1945 auch stattgegeben wurde.
Der ehemalige Dachau-Häftling Josef Bick wurde 1947 auf Geheiß des Bundesministers für Unterricht, Felix Hurdes, zum Vorsitzenden der Österreichischen Zentralkommission zur Bekämpfung der NS-Literatur berufen.
1949 trat Josef Bick in den Ruhestand. Er starb 1952 in einer Wiener Klinik an den Folgen eines Herzleidens und Schlaganfalls.
In Österreich erinnern unter anderem die Verleihung der Dr.-Josef-Bick-Ehrenmedaille der Vereinigung Österreichischer Bibliothekarinnen und Bibliothekare (VÖB) sowie, seit 1952, die Bickgasse in Wien-Liesing an Josef Bick.